# Tomoyuki Tanaka
Tomoyuki Tanaka (田中 友幸?, Tanaka Tomoyuki; Kashiwara, 26 aprile 1910 – Tokyo, 2 aprile 1997) è stato un produttore cinematografico giapponese.
Fu a capo dagli studi della Toho per una sessantina di anni effettuando una produzione di più di 200 film compresi tutti i Godzilla dal 1954 al 1995. Fu proprio lui a creare Godzilla, cercando di rappresentare il terrore del Giappone dopo i bombardamenti di Hiroshima e Nagasaki.

## Filmografia

### Produzioni cinematografiche (parziale)
- Godzilla (1954)
- Toumei ningen (1954)
- Il re dei mostri (1955)
- Half Human (1955)
- Rodan (1956)
- I misteriani (1957)
- Varan (1958)
- Inferno nella stratosfera (1959)
- L'ultima guerra (世界大戦争, Sekai daisensō, 1961)
- Mothra (1961)
- Gorath (1962)
- Il trionfo di King Kong (1962)
- Atragon (1963)
- Matango (1963)
- Watang! Nel favoloso impero dei mostri (1964)
- Dogora - Il mostro della grande palude (1964)
- Ghidorah, the Three-Headed Monster (1964)
- Frankenstein alla conquista della Terra (1965)
- L'invasione degli astromostri (1965)
- Kong, uragano sulla metropoli (1966)
- Il ritorno di Godzilla (1966)
- King Kong, il gigante della foresta (1967)
- Il figlio di Godzilla (1967)
- Gli eredi di King Kong (1968)
- Latitudine zero (1969)
- Gojira Minira Gabara - All kaijū dai shingeki (1969)
- Atom, il mostro della galassia (1970)
- Godzilla - Furia di mostri (1971)
- Godzilla contro i giganti (1972)
- Ai confini della realtà (1973)
- Pianeta Terra: anno zero (Nihon chinbotsu, 1973)
- Godzilla contro i robot (1974)
- Evil of Dracula (1974)
- Distruggete Kong! La Terra è in pericolo! (1975)
- The War in Space (1977)
- Il ritorno di Godzilla (1984)
- Godzilla contro Biollante (1989)
- Godzilla contro King Ghidorah (1991)
- Godzilla contro Mothra (1992)
- Gojira tai Mekagojira (1993)
- Gojira tai Supesugojira (1994)
- Gojira tai Desutoroia (1995)
- Mothra (1996)
- Mothra 2 (1997)